# 4842 Ацуші
4842 Ацуші (4842 Atsushi) — астероїд головного поясу, відкритий 21 листопада 1989 року.
Тіссеранів параметр щодо Юпітера — 3,610.